# Colour by Numbers
Albums de Culture Club
Kissing to Be Clever
(1982) Waking Up with the House on Fire
(1984)
Colour by Numbers est le deuxième album studio de Culture Club, sorti en 1983 et contenant un de leurs plus gros succès, Karma Chameleon.
Il est cité dans l'ouvrage de référence de Robert Dimery Les 1001 albums qu'il faut avoir écoutés dans sa vie.

## Liste des pistes
| No  | Titre                                        | Durée |
| --- | -------------------------------------------- | ----- |
| 1.  | Karma Chameleon                              | 4:12  |
| 2.  | It's a Miracle                               | 3:25  |
| 3.  | Black Money                                  | 5:19  |
| 4.  | Changing Every Day                           | 3:17  |
| 5.  | That's the Way (I'm Only Trying to Help You) | 2:45  |
| 6.  | Church of the Poison Mind                    | 3:30  |
| 7.  | Miss Me Blind                                | 4:30  |
| 8.  | Mister Man                                   | 3:36  |
| 9.  | Stormkeeper                                  | 2:46  |
| 10. | Victims                                      | 4:55  |

## Personnel
- Boy George – chant, chœurs
- Roy Hay – guitare, piano, sitar électrique, chœurs
- Mike Craig – basse, chœurs
- Jon Moss – batterie, chœurs

### Personnel additionnel
- Judd Lander – harmonica
- Phil Pickett – orgue Hammond, synthétiseurs
- Steve Grainger – saxophone
- Terry Bailey – trompette
- Patrick Seymour – flûte
- Graham Broad – percussions
- Helen Terry – chœurs
- Jermaine Stewart – chœurs